# Betriebliches Eingliederungsmanagement
Das Betriebliche Eingliederungsmanagement (BEM) ist eine Aufgabe des Arbeitgebers mit dem Ziel, Arbeitsunfähigkeit der Beschäftigten eines Betriebes oder einer Dienststelle möglichst zu überwinden, erneuter Arbeitsunfähigkeit vorzubeugen und den Arbeitsplatz des betroffenen Beschäftigten im Einzelfall zu erhalten. Das BVerwG erklärte zum Sinn und Zweck: „Ziel des betrieblichen Eingliederungsmanagements ist die frühzeitige Klärung, ob und welche Maßnahmen zu ergreifen sind, um eine möglichst dauerhafte Fortsetzung des Beschäftigungsverhältnisses zu fördern.“ Im weiteren Sinne geht es um ein Betriebliches Gesundheitsmanagement (BGM) zum Schutz der Gesundheit der Belegschaft. Die Rechtsgrundlage ist § 167 Abs. 2 Neuntes Buch Sozialgesetzbuch (SGB IX).
Ein BEM ist abzugrenzen von einem Krankenrückkehrgespräch. Für den BEM-Prozess gibt es u. a. eine gesetzliche Grundlage, einen besonderen Datenschutz, es ist freiwillig und hat eine präventive Fokussierung. Disziplinarische Aspekte sind grundsätzlich ausgeschlossen.

## Einsetzen des Verfahrens
Der Arbeitgeber ist laut § 167 Abs. 2 SGB IX zu einem BEM verpflichtet, wenn ein Beschäftigter im Laufe der vergangenen zwölf Monate länger als sechs Wochen ununterbrochen oder wiederholt arbeitsunfähig war. Um den betreffenden Personenkreis zu ermitteln, werden monatlich Auswertungen über die Krankenstände der Beschäftigten von der zuständigen Personalstelle erhoben. Bei wiederholter Arbeitsunfähigkeit kann die Bedingung zur Einleitung des BEM-Verfahrens bereits nach insgesamt mehr als 30 Fehltagen (Krankentagen) oder 42 Kalendertagen innerhalb der vergangenen zwölf Monate erfüllt sein.
Die betroffenen Beschäftigten werden schriftlich eingeladen. Diese Einladung bedeutet, dass das Verfahren der freien Willensentscheidung des Beschäftigten unterliegt. Dem Anschreiben wird in der Regel ein Rückmeldebogen beigefügt, in dem angekreuzt werden kann, ob dieses Angebot angenommen wird. Auch kann der Beschäftigte angeben, welche Beteiligte er beim Erstgespräch dabei haben möchte.
Sollte das Angebot vom Beschäftigten abgelehnt werden, wäre das Verfahren an dieser Stelle abgeschlossen. Der Arbeitgeber hätte dann allerdings noch die Möglichkeit zu prüfen, ob weitergehende Maßnahmen außerhalb des BEM (z. B. arbeitsrechtlicher Natur) zu ergreifen sind. Bei Eintritt erneuter BEM-Voraussetzungen hat ein erneutes BEM-Angebot zu erfolgen laut ständiger Instanzenrechtsprechung, so z. B. LAG Düsseldorf, 20. Oktober 2016, 3 Sa 356/16.

### Mitbestimmung
Im Bereich der Dienststellen und Betriebe des Bundes wurde das Mitbestimmungsrecht des Personalrats erweitert nach § 80 Abs. 1 Nr. 17 BPersVG n.F. ab 15. Juni 2021 wie folgt: Mitbestimmung über … „17. Grundsätze des behördlichen oder betrieblichen Gesundheits- und Eingliederungsmanagements“. Mit Einführung dieses neuen § 80 Abs. 1 Nr. 17 BPersVG für Dienststellen und Betriebe des Bundes nach § 1 Abs. 1 BPersVG ist die vom BAG, 22. März 2016, 1 ABR 14/14, entwickelte Beschränkung der Mitbestimmung in Fragen des BEM für den Bund bedeutungslos, wonach nur punktuelle und damit kaum Mitbestimmung bestehe. Die Mitbestimmung über die „Grundsätze“ beim BEM umfasst insb. auch das Recht darüber mitzubestimmen, ob das BEM-Verfahren so auszugestalten ist, dass ein sog. BEM-Team eingesetzt wird.

### Interessenvertretungen
Der Betriebsrat oder Personalrat, bei schwerbehinderten Menschen oder auf Wunsch des BEM-Berechtigten auch die Schwerbehindertenvertretung, können verlangen, dass ihnen der Arbeitgeber die Beschäftigten namentlich benennt, die nach § 167 Abs. 2 SGB IX die Voraussetzungen für die Durchführung des betrieblichen Eingliederungsmanagements erfüllen. Dies hat regelmäßig zeitnah zu erfolgen und nicht etwa erst am Ende der Arbeitsunfähigkeit oder bei einem BEM-Angebot laut BMAS und höchstrichterlicher Rechtsprechung! Denn Sinn und Regelungszweck des betrieblichen Eingliederungsmanagements ist die „frühzeitige Klärung“, ob und welche Maßnahmen zu ergreifen sind, um eine möglichst dauerhafte Fortsetzung des Beschäftigungsverhältnisses zu fördern (BVerwG, 23. Juni 2010, 6 P 8.09; BAG, 30. September 2010, 2 AZR 88/09). Der Arbeitgeber muss dem Betriebsrat oder Personalrat bzw. der Schwerbehindertenvertretung dabei diese Namen frühzeitig auch dann mitteilen, wenn die betroffenen Beschäftigten deren Beteiligung an nachfolgenden BEM-Gesprächen nicht zustimmen sollten. Lediglich anonymisierte Listen über die Zahl der BEM-Berechtigten oder Information der Namen erst nach bis zu sechs Monaten genügen diesen Anforderungen nicht. Ein gegenteiliger Rechtssatz lässt sich auch nicht aus dem Tenor des BVerwG vom 4. September 2012, 6 P 5.11, ableiten, da das Gericht an den ungeschickten Antrag des Personalrats prozessrechtlich gebunden war nach dem römisch-rechtlichen Grundsatz »ne ultra petita« bzw. § 308 Abs. 1 Satz 1 ZPO laut ständiger Rechtsprechung.

## Rollen
Genaue Rollen sind im SGB IX zur Durchführung des Verfahrens nicht benannt. Besonders in größeren Kommunalverwaltungen hat sich aber gezeigt, dass eine differenzierte Rollenzuweisung von Vorteil ist. Folgende mögliche Rollen sind dabei denkbar:

### BEM-Nehmer
Der Beschäftigte, wenn dieser dem BEM-Verfahren zugestimmt hat bzw. dies selber initiiert hat. Auch wenn es keine Mitwirkungspflicht gibt, ist es trotzdem günstig für den Erfolg des Verfahrens, wenn sich der BEM-Nehmer möglichst aktiv einbringt.

### BEM-Beauftragter
Der BEM-Beauftragte implementiert das Verfahren und überwacht an zentraler Stelle die Durchführung des BEM vor Ort. Er ist verantwortlich für die Erhebung der Daten, für das Aufstellen der Regeln und Fragebögen und ist Ansprechpartner für die BEM-Verantwortlichen, die das Gespräch mit den betroffenen Beschäftigten durchführen. Er wertet die Einzelverfahren aus und schreibt Berichte über den Stand des Gesamtverfahrens für die Geschäftsführung.

### BEM-Verantwortlicher
Der BEM-Verantwortliche ist verantwortlich für die Durchführung des Verfahrens. Er lädt zu Erst- und Folgegesprächen ein und führt diese Gespräche entweder mit den Betroffenen alleine oder auf Wunsch in größerer Runde mit weiteren Beteiligten durch. Er schließt Zielvereinbarungen mit den Beschäftigten und überwacht die Einhaltung der vereinbarten Maßnahmen. Er unterliegt der Schweigepflicht und steuert den Einzelfall vom Erstkontakt bis zum Abschluss. Dabei handelt es sich bei dieser Rolle um eine herausgehobene Führungsposition, die die direkten Vorgesetzten unterstützt und entlastet.

### Weitere Beteiligte
Weitere Beteiligte können der Betriebsrat bzw. der Personalrat, die Schwerbehindertenvertretung, der Gleichstellungsbeauftragte / Frauenbeauftragte, der Betriebsarzt, die Fachkraft für Arbeitssicherheit etc. sein. Weiterhin können auch Externe jederzeit als Helfer in Konzeption und Umsetzung unterstützend einbezogen werden. Je nach Bedarf greifen sie auf Unterstützung und Expertise interner und externer Partner zurück.

### Rechtsbeistand
Seit Juni 2021 dürfen BEM-Berechtigte zum BEM auch eine interne oder externe Person ihres Vertrauens eigener Auswahl zu ihren BEM-Gesprächen mitnehmen nach § 167 Abs. 2 Satz 2 SGB IX neuer Fassung ab 10. Juni 2021. Darauf ist gesondert hinzuweisen (BT-Drs. 19/28834, Seite 57), weil ansonsten kein ordnungsgemäßes BEM-Angebot erfolgt. Ob die bisherige gegenteilige arbeitsgerichtliche Rechtsprechung (wie LAG Rheinland-Pfalz, 18. Dezember 2014 – 5 Sa 518/14; BAG, 5. März 2015 - 9 AZN 133/15; zuletzt LAG Köln, 23. Januar 2020 – 7 Sa 471/19, zur Hinzuziehung eines Rechtsbeistands zum BEM) oder z. B. gegenteilige Dienst- und Betriebsvereinbarungen, Richtlinien oder Leitfäden etwa von Ministerien bzw. obersten Dienstbehörden, wonach die Hinzuziehung der Zustimmung des Arbeitgebers bedürfe, weiter Bestand haben, bedarf einer juristischen Klärung. Bis dahin muss davon ausgegangen werden, dass vorangegangene Gerichtsentscheidungen weiterhin berücksichtigt werden müssen. Als Orientierung gilt hier der Satz aus der Urteilsbegründung „Die Teilnahme externer Rechtsvertreter an den Gesprächen über ein betriebliches Eingliederungsmanagement erscheint auch nach deren Sinn und Zweck wenig hilfreich und eher kontraproduktiv.“ (LAG Köln, 23. Januar 2020 – 7 Sa 471/19,).

## Ablauf des Verfahrens
Nach Zustimmung des betroffenen Beschäftigten zu diesem Verfahren findet das Erstgespräch entweder mit dem BEM-Verantwortlichen alleine oder mit weiteren Beteiligten statt. Ziel dieses Gesprächs ist es herauszufinden, welche Gründe es für diese Fehlzeiten gibt und welche Belastungsfaktoren zukünftig zu erneuter Arbeitsunfähigkeit führen können.
Eine Gliederung des Gesprächs in vier Phasen hat sich bewährt. In der Phase des Einstiegs gilt es formale Aspekte zu klären. Auch wenn der BEM-Nehmer im Vorfeld schriftlich über das BEM aufgeklärt wurde, sollten bei einem ersten Gespräch auf jeden Fall wesentliche Aspekte (u. a. Ziele, Datenschutz, Mitwirkung) angesprochen und offene Fragen geklärt werden. In der Phase der Situationserfassung gilt es die unterschiedlichen Belastungsfaktoren zu erfassen, welche eine erneute Arbeitsunfähigkeit begünstigen. Um Einschränkungen der Arbeitsfähigkeit zu ergründen, kann es dabei notwendig sein, dass der betroffene Beschäftigte sich von einem Betriebsarzt freiwillig untersuchen lässt. Nach der Situationserfassung beginnt die Phase der Lösungsfindung. Hier wird nach zielgerichteten Maßnahmen für eine Veränderung gesucht. Dabei gilt es auch externe Akteure wie Rentenversicherung, Integrationsamt u. a. mit einzubinden. Die Erfahrung zeigt, dass wenn hier keine Lösungen gefunden werden, oft die Situationserfassung unvollständig war. In der abschließenden Phase gilt es das Gespräch zusammenzufassen und konkrete nächste Schritte zu vereinbaren.

## BEM-Maßnahmen
Hier gibt es ein großes Spektrum von Maßnahmen, die ergriffen werden können, um die Zeiten der Arbeitsunfähigkeit zu reduzieren. Diese Maßnahmen können von der Beantragung einer Kurmaßnahme, der Veränderung des Arbeitsplatzes (z. B. Ausstattung mit einem Stehpult oder spezieller Computermaus), der Verpflichtung zu einem Gespräch bei einem Reha-Berater der Rentenversicherung bis zu einer Umsetzung auf einen anderen Arbeitsplatz gehen. Auch Veränderungen der Arbeitsorganisation sind zu berücksichtigen. Zu den häufigen BEM-Maßnahmen gehört auch die stufenweise Wiedereingliederung (z. B. nach dem Hamburger Modell) im Betrieb als eigenständige medizinische Rehabilitation (BMAS, Forschungsbericht F374, 2008, Seite 56, Abbildung 22, von Mathilde Niehaus zu verbreiteten BEM-Maßnahmen). Die vereinbarten Maßnahmen werden in einem Protokoll zusammengefasst und mit einem Reflexionszeitpunkt (z. B. ein Jahr bis zum Zweitgespräch) verbunden. Dieses Protokoll dient als Grundlage für das Zweitgespräch.

## Österreich
In Österreich ist das BEM nicht innerbetrieblich organisiert, sondern findet außerhalb der Firma in staatlich finanzierten Beratungsstellen statt („fit2work“-Personenberatung). Dieses Angebot können nicht nur Erwerbstätige in Anspruch nehmen, sondern auch Erwerbslose. Zu den aus der Beratung abgeleiteten Maßnahmen zählen unter anderem Änderung am Arbeitsplatz, Arbeitsbewältigungscoaching, Berufsdiagnostik, Qualifizierungsmaßnahmen und die Wiedereingliederungsteilzeit.